# Бобовищенское
Бобо́вищенское — озеро в Струго-Красненском районе Псковской области России. Находится на территории Марьинской волости, в 250 м к югу от деревни Бобовище.
Площадь — 2,40 га, максимальная глубина — 3,60 метра, среднее — 2,00 м; высота уреза воды — 141,0 метра над уровнем моря.
Относится к бассейну рек Люта — Плюсса. Низкие, в основном заболоченные берега, лес, болото. Слабосточное, из под мхов вытекает безымянный ручей.
Ихтиологический тип озера — карасевый. Водятся следующие виды рыб — карась, щука, окунь, плотва, вьюн. Ихтиомасса составляет 160 кг/га. Бывают заморы. Илистое дно, коряги, сплавины. Степень зарастания — 20 %.
В 1786 году значится как озеро Бабовицкое, а на плане 1834 г. — как озеро Бобовище.